# SMS Medusa (1900)
Pour les autres navires du même nom, voir SMS Medusa.
Le SMS Medusa est un croiseur léger de la classe Gazelle construit pour la Kaiserliche Marine.
Conçu en 1895, sa quille est posée en 1900 au chantier naval AG Weser de Brême. Il est lancé le 5 décembre 1900 et mis en service dans la Hochseeflotte le 26 juillet 1901.

## Historique
Après sa mise en service, ses essais en mer se déroulent jusqu'au 11 septembre 1901, et faute de personnel dans la marine, le navire rejoint la flotte de réserve jusqu'au 1er avril 1903, date à laquelle il rejoint les forces de reconnaissances. En 1905, elle il est affecté à la division de croiseurs, aux côtés de ses sisters-ship Ariadne et Amazone et du croiseur cuirassé Prinz Heinrich. Jusqu'au 15 septembre 1907, le Medusa effectue des manœuvres annuelles et quelques voyages à l'étranger comme l'Espagne, les Pays-Bas, la Norvège et la Grande-Bretagne, avant d'être remplacé par le SMS Königsberg. Il sert de navire-école d'artillerie et est déclassé le 23 mai 1908, où il rejoint la division de réserve.
Lorsque la Première Guerre mondiale éclate, le croiseur est remis en service et chargé de sécuriser l'Elbe jusqu'au 13 septembre 1915. Du 14 septembre 1915 au 1er décembre 1915, il est amarré à Wilhelmshaven et son équipage est réduit. Il rejoint ensuite la Baltique où sert de navire de défense côtière jusqu'au 18 décembre 1916. En 1917, quatre de ses canons sont retirés et réutilisés par la frégate blindée König Wilhelm, qui sert de navire-école aux cadets de la marine.
Selon les dispositions du traité de Versailles, le Medusa est l'un des six croiseurs légers qui ne sera pas livré aux puissances alliés. Il est remis en service dans la Reichsmarine le 17 juillet 1920,. Du 30 août au 5 septembre, il visite les ports suédois de Fårösund, Gotland et Wisby. En 1922, il rejoint les forces navales germaniques en mer Baltique, mené par le navire amiral Hannover. Après quelques voyages dans les ports suédois et finlandais, le navire est de nouveau retiré du service. Le 29 mars 1929, il est rayé du registre de la marine et utilisé comme caserne à Wilhelmshaven. En juillet 1940, au cours de la Seconde Guerre mondiale, le Medusa est transformé en batterie antiaérienne flottante à Wilhelmshaven. Il est armé d'un canon de 105 mm SK C/32, quatre de 105 cm SK C / 33, deux de 37 mm SK C / 30 et quatre de 20 mm. Le navire rejoint ensuite le groupe naval antiaérien 222 et stationne dans le port de Wilhelmshaven pendant toute la durée de la guerre. Lors d'un raid aérien le 19 avril 1945, le navire est gravement endommagé et 22 membres d'équipage et assistants de défense aérienne sont tués. Lorsque la 1re division blindée polonaise atteint la ville le 3 mai 1945, les restes du navire sont dynamités à l'entrée IV du port de Wilhelmshaven afin d’empêcher tous mouvements ennemis. L'épave est renflouée puis démolie entre 1948 et 1950.

## Commandants
| 26 juillet au 11 septembre 1901     | Fregattenkapitän Karl Deubel                          |
| 1er avril 1903 au 30 septembre 1904 | Fregattenkapitän William Kutter                       |
| 1er octobre 1904 à septembre 1905   | Fregattenkapitän Paul Schlieper (de)                  |
| Septembre 1905 à septembre 1906     | Fregattenkapitän Friedrich Schultz                    |
| Septembre 1906 à septembre 1907     | Fregattenkapitän Wilhelm Starke (de)                  |
| Septembre 1907 à janvier 1908       | Fregattenkapitän Heinrich Trendtel (de)               |
| Janvier au 23 mai 1908              | Fregattenkapitän Paul Jantzen                         |
| 4 août à décembre 1914              | Fregattenkapitän Erich von Zeppelin (de)              |
| Décembre 1914 à février 1915        | Kapitänleutnant Walther von Mallinckrodt              |
| Février à septembre 1915            | Fregattenkapitän Wilhelm Bruckmeyer                   |
| Septembre à décembre 1915           | Korvettenkapitän z.D. Heinrich Glaue                  |
| Décembre 1915 au 18 décembre 1916   | Fregattenkapitän Karl Windmüller                      |
| 17 juillet 1920 à septembre 1922    | Fregattenkapitän/Kapitän zur See Alexander Werth (de) |
| Septembre 1922 au 26 septembre 1924 | Fregattenkapitän Ernst Meusel (de)                    |
| Août 1940 à juillet 1941            | Kapitänleutnant d.R. Roediger                         |
| Juillet 1941 à septembre 1943       | Korvettenkapitän d.R. Wolfgang Howaldt                |
| Décembre 1943 à octobre 1944        | Oberleutnant d. Marineartillerie Elingius             |
| Octobre à novembre 1944             | Oberleutnant d. Marineartillerie Weinreben            |
| Novembre 1944 à avril 1945          | Oberleutnant zur See d.R. Schütt                      |